# Fultondale
Fultondale és una població dels Estats Units a l'estat d'Alabama. Segons el cens del 2000 tenia 6.595 habitants.

## Demografia
Segons el cens del 2000, Fultondale tenia 6.595 habitants, 2.722 habitatges, i 1.927 famílies. La densitat de població era de 207,9 habitants/km².
Dels 2.722 habitatges en un 28% hi vivien nens de menys de 18 anys, en un 55,3% hi vivien parelles casades, en un 11,9% dones solteres, i en un 29,2% no eren unitats familiars. En el 25,6% dels habitatges hi vivien persones soles el 10,1% de les quals corresponia a persones de 65 anys o més que vivien soles. El nombre mitjà de persones vivint en cada habitatge era de 2,42 i el nombre mitjà de persones que vivien en cada família era de 2,9.
Per edats la població es repartia de la següent manera: un 22% tenia menys de 18 anys, un 9,4% entre 18 i 24, un 28,7% entre 25 i 44, un 24,9% de 45 a 60 i un 14,9% 65 anys o més.
L'edat mitjana era de 38 anys. Per cada 100 dones hi havia 92,1 homes. Per cada 100 dones de 18 o més anys hi havia 89,5 homes.
La renda mitjana per habitatge era de 38.006 $ i la renda mitjana per família de 44.073 $. Els homes tenien una renda mitjana de 33.447 $ mentre que les dones 25.700 $. La renda per capita de la població era de 18.656 $. Aproximadament el 7,9% de les famílies i l'11% de la població estaven per davall del llindar de pobresa.

## Poblacions properes
El següent diagrama mostra les poblacions més properes.